# Омбо-Эрдэни-хунтайджи
Омбо-Эрдэни-хунтайджи (ум. 1657) — алтан-хан хотогойтов Халхи (1627—1657), сын и преемник Шолоя Убаши, алтан-хана хотогойтов в Северной Монголии.

## Биография
Представитель династии Чингизидов. Сын Убаши-хунтайджи, первого правитель государства Алтан-ханов в Северной Монголии. В 1627 году после смерти отца унаследовал власть в ханстве. Продолжил войну против ойратов, которых возглавлял Хара-Хула. В течение 1628—1629 годов понес ряд тяжелых поражений от ойратов, в результате чего окончательно потерял все завоеванные территории, захваченные раннее его отцом. Этими неудачами попытался воспользоваться номинальный хан Монгольской империи Лигдэн-хан, который нанес поражение Омбо-Эрдэни-хунтайджи.
В 1631 году алтан-хан послал в Томск посольство с предложением о союзе. Томский воевода отправил ответное посольство для заключения договора, надеясь использовать войска Омбо-Эрдэни-хунтайджи против ойратов, которые представляли опасность для сибирских владений Русского государства. В 1633 году Омбо-Эрдэни потерпел новые поражения ойратов и Лигдэн-хана, отступив к реке Абакан. Отсюда отправил новое посольство в Томск. В том же году он получил жалованную грамоту московского царя Михаила Федоровича о принятии в подданство алтан-хана. Впрочем когда московское посольство прибыло к монголам, ее принял представитель Омбо-Эрдэни-хунтайджи, а не он сам. Впоследствии это дало возможность в случае необходимости не признавать грамоту действительной.
В 1634 году из Москвы ко двору алтан-хана прибыло посольство во главе с Яковом Тухачевским. Ему были даны инструкции в том, чтобы склонить Омбо-Эрдэни-хунтайджи к переходу в московское подданство. Но когда посольство прибыло к ханской ставке, выяснилось, что алтан-хан оправился от поражения, нанесенного ему Лигдэн-ханом, и военная помощь ему не очень нужна. Был заключен только договор о мире и дружбе. В дальнейшем в 1636 и 1638 годах Омбо-Эрдэни принял новые московские посольства.
Одновременно Омбо-Эрдэни-хунтайджи имел противоречия с московскими воеводами по сбору дани с енисейских кыргызов и сибирских татар, которых считал своими вассалами. Поэтому в феврале 1634 года отправил своего зятя Туралтабуна на помощь кыргызским нойонам Езирченю и Бехтеню, из которых пытался взять ясак отряд казаков А. Просовецкого. В результате совместными действиями удалось заставить Просовецкого отступить. В 1636 году потерпел тяжелое поражение от джунгар, вынужден был с их правителем — Батуром-хунтайджи — заключить союзный договор.
В 1643 году Омбо-Эрдэни принимал участие в крупном военном походе во главе с джунгарским владетелем Батуром-хунтайджи против Казахского ханства. Впрочем казахский хан Жанибек-хан в местности Орбулак сумел выдержать все атаки джунгаров и монголов, нанеся тем самым ощутимый удар.
В 1652 году к тубинцам, соседя сибирских татар, бежал племянник алтан-хана Мерген-тайши. Против него выступил Омбо-Эрдэни-хунтайджи, который взял в осаду мятежника у реки Ерба. После победы также совершил поход в енисейских кыргызов, некоторые из них попытались уйти под протекторат Русского государства. В 1657 году из-за болезни не имел возможности осуществить поход против мятежных сибирских татар, поэтому отправил сына и наследника Ловсана. Того же года Омбо-Эрдэни-хунтайджи скончался. Ему унаследовал его сын Ловсан-тайджи.